# Wesselin Jiwkow
Wesselin Jiwkow (* 26. Januar 2001) ist ein bulgarischer Leichtathlet, der sich auf den Sprint spezialisiert hat.

## Sportliche Laufbahn
Erste internationale Erfahrungen sammelte Wesselin Jiwkow im Jahr 2017, als er bei den U18-Weltmeisterschaften in Nairobi im 200-Meter-Lauf mit 21,93 s in der ersten Runde ausschied. Anschließend belegte er beim Europäischen Olympischen Jugendfestival (EYOF) in Győr in 10,82 s den siebten Platz über 100 Meter und schied über 200 Meter mit 25,22 s in der Vorrunde aus. Im Jahr darauf belegte er bei den Balkan-Hallenmeisterschaften in Istanbul in 6,93 s den achten Platz im 60-Meter-Lauf und erreichte im Juli bei den U18-Europameisterschaften in Győr das Halbfinale über 100 Meter, in dem er mit 10,87 s ausschied, während er über 200 Meter in 21,56 s den fünften Platz belegte. Kurz darauf klassierte er sich bei den Balkan-Meisterschaften in Stara Sagora mit der bulgarischen 4-mal-100-Meter-Staffel in 40,55 s auf dem fünften Platz. Im Herbst startete er über 200 Meter bei den Olympischen Jugendspielen in Buenos Aires und gelangte dort auf Rang 16. 2019 schied er bei den U20-Europameisterschaften in Borås mit 11,31 s über 100 m sowie mit 22,09 s über 200 m jeweils in der ersten Runde aus. 2021 schied er bei den Balkan-Hallenmeisterschaften in Istanbul mit 6,99 s im Vorlauf über 60 Meter aus und auch bei den kurz darauf in Toruń stattfindenden Halleneuropameisterschaften kam er mit 6,90 s nicht über die erste Runde hinaus.
2020 wurde Jiwkow bulgarischer Hallenmeister im 60-Meter-Lauf und 2021 siegte er über 200 Meter.

## Persönliche Bestleistungen
- 100 Meter: 10,62 s (+1,9 m/s), 26. Mai 2018 in Sofia
  - 60 Meter (Halle): 6,76 s, 1. Februar 2020 in Sofia
- 200 Meter: 21,36 s (+1,9 m/s), 17. Juni 2018 in Sofia
  - 200 Meter (Halle): 21,51 s, 7. Februar 2021 in Sofia